# Quiévrain
Quiévrain (in piccardo Kievrin) è un comune di lingua francese del Belgio situato nella regione Vallonia nella provincia di Hainaut. Si tratta di un comune frontaliero alla Francia ed il comune vicino al di là del confine ha un nome quasi omonimo: Quiévrechain.

## Storia

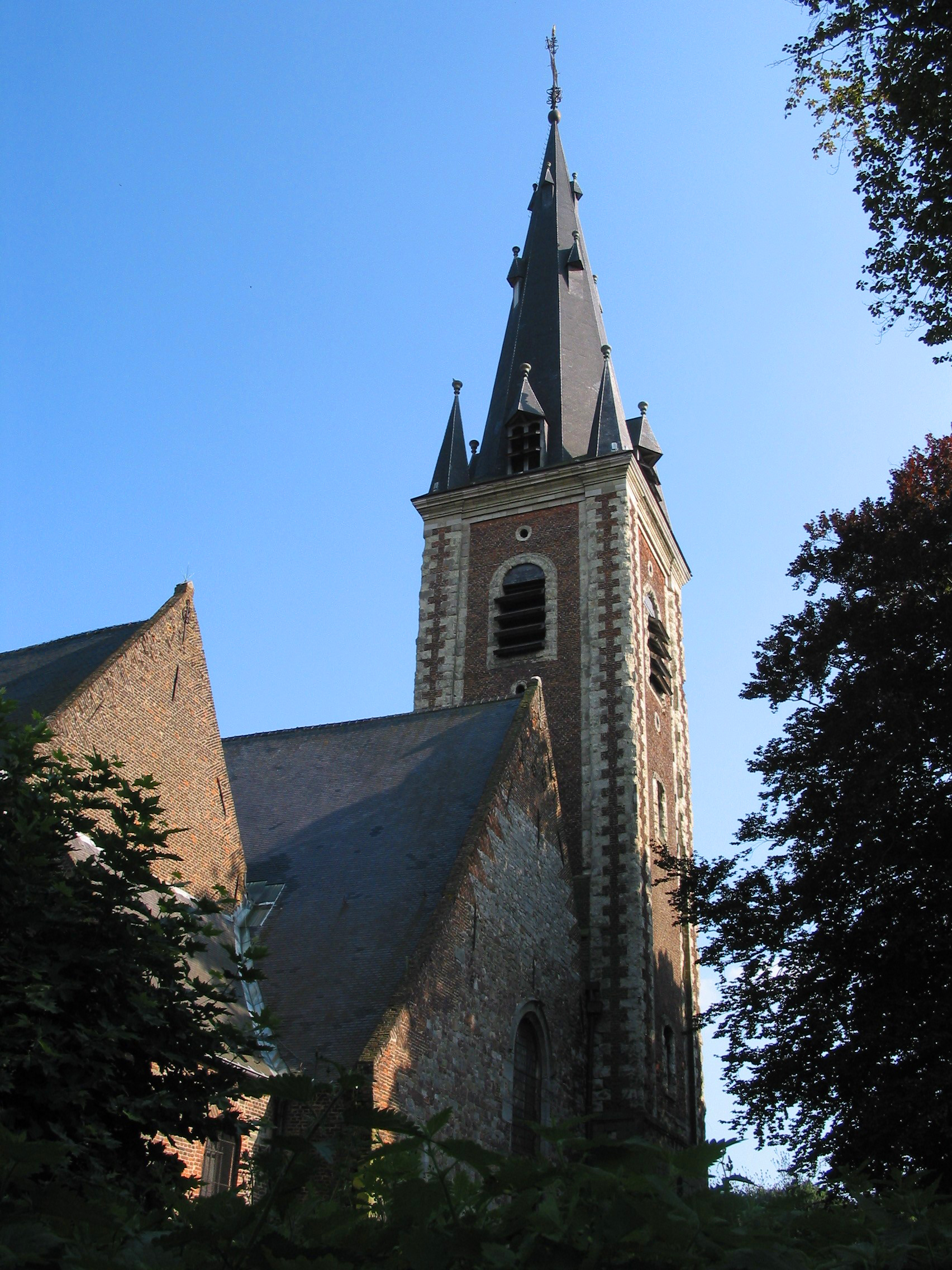
La chiesa di San Martino (1500).

Il paese di Quiévrain era attraversato da una strada romana e sono state scoperte monete ed oggetti di origine romana.
All'inizio del X secolo un atto di Carlo III il Semplice ne menziona il nome.
Durante il Medioevo, i Signori di Quiévrain sono proprietari dei territori che inglobano anche Hensies e Baisieux. Il primo conosciuto è Wauthier de Quiévrain (atto del 1067, 1086, 1090, 1099); Arnould de Quiévrain sarà poi partigiano di Baldovino di Fiandra e suo fratello Wathier partecipò alla battaglia di Bouvines facendo la scommessa con Arnould d'Esnes di combattere su delle giumente (i cavalieri non montavano mai in sella a giumente che erano destinate alle donne).
Nel 1267, Nicolas si sposa e avrà tre figli. La maggiore si unirà in matrimonio con Goffredo d'Aspremont che diverrà il nuovo Signore di Quiévrain. Sarà ucciso nella battaglia degli Eperons d'Or a Kortrijk nel 1302.
Nel 1376, Simon de Lalaing, secondogenito di Simone II e di Mahaut d'Aspremont, compra la Signoria di Quiévrain a suo cugino Gobert IX barone d'Aspremont. 
Questo Simon sarà il fondatore del ramo della famiglia dei Lalaing-Quiévrain. Simon I di Lalaing è dunque Signore di Quiévrain, di Hordain, più volte grande balivo di Hainaut e castellano d'Ath.
Questo ramo terrà la Signoria di Quiévrain fino al 1428 poiché Simon III signore di Quiévrain e di Ecaussinnes avrà solamente figlie femmine, la cui maggiore farà passare la terra di Quiévrain alla famiglia di Châtilon-Blois, sposandosi con Olivier, conte di Penthièvre. Siccome questi non ebbero alcuna discendenza, è sua sorella che eredita la città. Sposa quindi Jean de Croÿ, primo conte di Chimay nel 1467. Nel corso del XVI secolo, Quiévrain sarà di proprietà della famiglia di Arenberg fino alla Rivoluzione francese.

## Cultura
Outre-Quiévrain ("oltre Quiévrain") è una locuzione avverbiale francese che fa riferimento a Quiévrain e che ha un doppio significato: uno per i francesi e uno per i belgi. Per questi ultimi dire Outre-Quiévrain significa "in Francia", mentre per i francesi significa "in Belgio".

## Geografia antropica
Sono frazioni del comune: Audregnies, Baisieux e Quiévrain.